# Oskar Häfliger
Oskar Häfliger (* 9. August 1923; † 28. Oktober 1976 in Bern) war ein Schweizer Zehnkämpfer und Diskuswerfer.
Bei den Leichtathletik-Europameisterschaften 1946 in Oslo wurde er Sechster im Zehnkampf.
1952 schied er im Diskuswurf bei den Olympischen Spielen in Helsinki in der Qualifikation aus.

## Persönliche Bestleistungen
- Diskuswurf: 48,02 m, 1953
- Zehnkampf: 6509 Punkte, 5. August 1945, Bern